# Guilherme de Aguiar Camacho
Guilherme de Aguiar Camacho (Rio de Janeiro, 2 marzo 1990) è un calciatore brasiliano, centrocampista del CSA.

## Caratteristiche tecniche
È un mediano.

## Carriera
Ha esordito il 16 luglio 2009 con la maglia del Flamengo in un match perso 2-1 contro il Palmeiras.

## Statistiche

### Presenze e reti nei club
Statistiche aggiornate all’8 novembre 2017.
| Stagione        | Squadra         | Campionato      | Campionato | Campionato | Coppe nazionali | Coppe nazionali | Coppe nazionali | Coppe continentali | Coppe continentali | Coppe continentali | Altre coppe | Altre coppe | Altre coppe | Totale | Totale | Totale |
| Stagione        | Squadra         | Comp            | Pres       | Reti       | Comp            | Pres            | Reti            | Comp               | Pres               | Reti               | Comp        | Pres        | Reti        | Pres   | Reti   |        |
| --------------- | --------------- | --------------- | ---------- | ---------- | --------------- | --------------- | --------------- | ------------------ | ------------------ | ------------------ | ----------- | ----------- | ----------- | ------ | ------ | ------ |
| 2008            | Paraná          | B+PAR           | 4+0        | 0          | CB              | 0               | 0               |                    | -                  | -                  |             | -           | -           | 4      | 0      |        |
| 2009            | Flamengo        | A+CAR           | 9+0        | 0          | CB              | 0               | 0               | CS                 | 1                  | 0                  |             | -           | -           | 10     | 0      |        |
| 2010            | Flamengo        | A+CAR           | 6+1        | 0+1        | CB              | 0               | 0               |                    | -                  | -                  |             | -           | -           | 7      | 1      |        |
| 2010            | Goiás           | A+GOI           | 3+0        | 0          | CB              | 0               | 0               |                    | -                  | -                  |             | -           | -           | 3      | 0      |        |
| 2011            | Bahia           | A+BAI           | 13+18      | 1+3        | CB              | 6               | 1               |                    | -                  | -                  |             | -           | -           | 37     | 5      |        |
| 2012            | Flamengo        | A+CAR           | 3+4        | 0+1        | CB              | 0               | 0               | CL                 | 2                  | 0                  |             | -           | -           | 9      | 1      |        |
| Totale Flamengo | Totale Flamengo | Totale Flamengo | 23         | 2          |                 | 0               | 0               |                    | 3                  | 0                  |             | -           | -           | 26     | 2      |        |
| 2013            | Audax Rio       | CAR             | 6          | 0          | CB              | 0               | 0               |                    | -                  | -                  |             | -           | -           | 6      | 0      |        |
| 2014            | Audax           | PAU             | 13         | 1          | CB              | 0               | 0               |                    | -                  | -                  |             | -           | -           | 13     | 1      |        |
| 2014            | Guaratinguetá   | C+PAU           | 16+0       | 3+0        | CB              | 0               | 0               |                    | -                  | -                  |             | -           | -           | 16     | 3      |        |
| 2015            | Audax           | PAU             | 14         | 0          | CB              | 0               | 0               |                    | -                  | -                  |             | -           | -           | 14     | 0      |        |
| 2015            | Botafogo        | B+CAR           | 17+0       | 0          | CB              | 1               | 0               |                    | -                  | -                  |             | -           | -           | 18     | 0      |        |
| 2016            | Audax           | PAU             | 18         | 2          | CB              | 0               | 0               |                    | -                  | -                  |             | -           | -           | 18     | 2      |        |
| Totale Audax    | Totale Audax    | Totale Audax    | 45         | 3          |                 | 0               | 0               |                    | 0                  | 0                  |             | -           | -           | 45     | 3      |        |
| 2016            | Corinthians     | A+PAU           | 17+0       | 1+0        | CB              | 4               | 0               |                    | -                  | -                  |             | -           | -           | 21     | 1      |        |
| 2017            | Corinthians     | A+PAU           | 25+10      | 0          | CB              | 2               | 0               | CS                 | 6                  | 0                  |             | -           | -           | 43     | 0      |        |
| Totale carriera | Totale carriera | Totale carriera | 197        | 13         |                 | 13              | 1               |                    | 9                  | 0                  |             | -           | -           | 219    | 14     |        |

## Palmarès
- Campionato brasiliano: 2

Flamengo: 2009
Corinthians: 2017
- Campionato brasiliano di seconda divisione: 1

Botafogo: 2015
- Campionato paulista: 1

Corinthians: 2017